# Rose Shahfa
Rose Shahfa, född 1890, död 6 augusti 1955, var en libanesisk kvinnorättsaktivist. Hon var en av förgrundsfigurerna och pionjärerna i den tidigare libanesiska kvinnorörelsen. 